# Chemin de fer militaire (France)

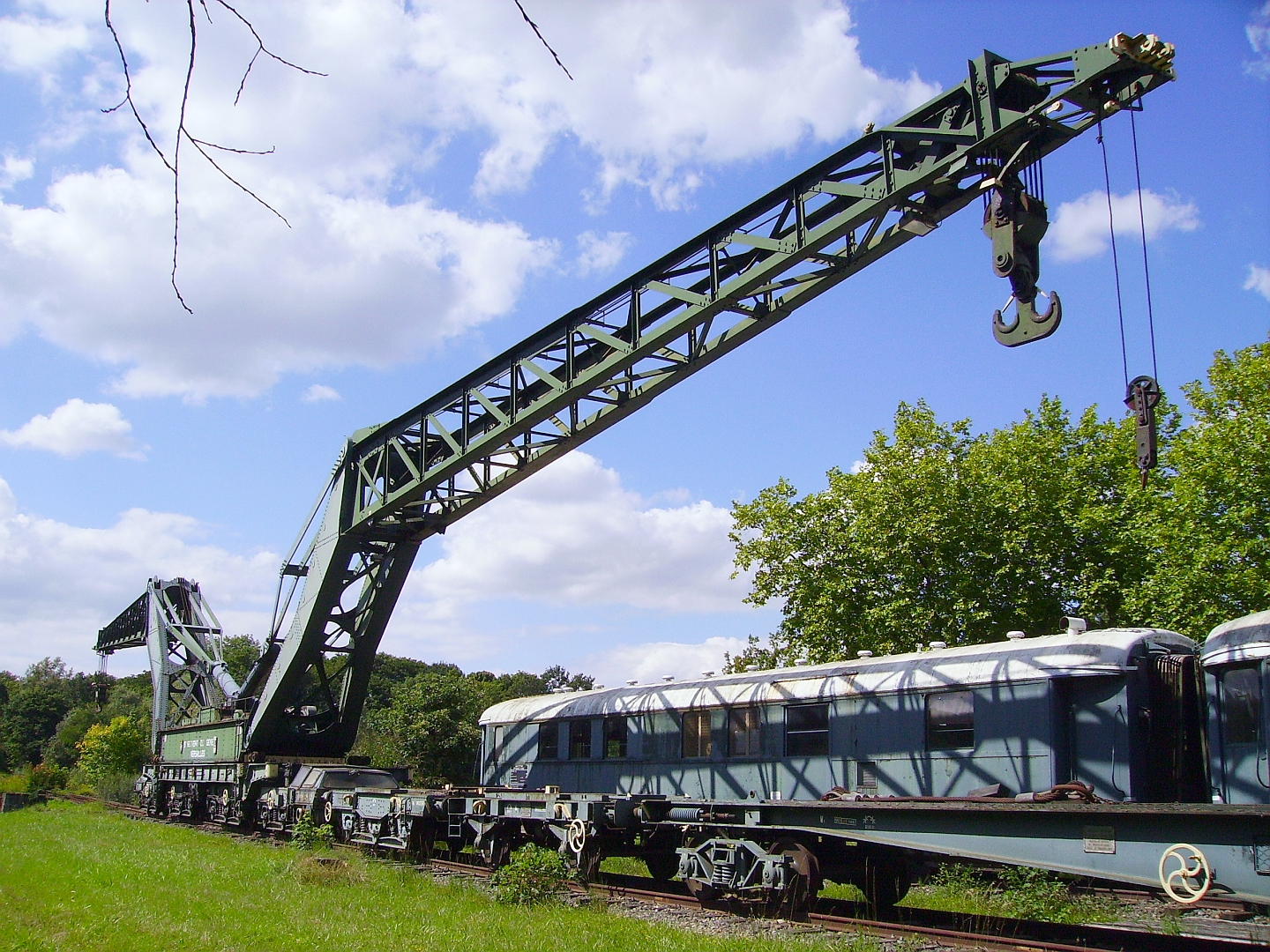
Le Diplodocus du 5e régiment du génie de Versailles, le 23 août 2008.

Cet article traite de l'histoire et de l'application du chemin de fer militaire en France. L'intérêt militaire de la voie ferrée est avant tout stratégique et logistique. Ceci explique l'existence d'accords de coopération entre l'Armée et les Compagnies qui géraient les réseaux. 

## Historique
En France, l'organisation des transports ferroviaires en temps de guerre était sous la responsabilité conjointe du ministère des Transports et du ministère de la Guerre qui mettait également ses moyens, dont le 5e régiment du génie, à la disposition du ministère des Transports. Ces dispositions mises en place sous le Second Empire tendaient à unifier les conditions de transports. En mai 1887, l’exploitation de la ligne de Chartres à Orléans est confiée à un détachement permanent de sapeurs des chemins de fer pour parfaire l’instruction des cadres et sapeurs en matière d’exploitation de ligne et de traction.
Après sa création en 1889, le 5e régiment du génie hérite de l’exploitation de la ligne de Chartres à Orléans. La Compagnie du chemin de fer de Paris à Orléans conserve la gestion des gares de Chartres, Orléans et Voves. Seules la gare de Patay et cinq autres stations sont mises à la disposition des militaires, ce qui doit permettre aux cadres subalternes de pratiquer un service complet. Tout y était militaire, du guichetier au chef de gare, du chauffeur de locomotive aux agents d'exploitation. Deux raisons justifient la mesure : la nécessité pour le personnel du 5e RG de pouvoir rouler en métropole et l'intérêt des Sociétés privées chargées de la mise en œuvre d'un réseau ferré de pouvoir disposer de personnel qualifié dans les colonies françaises. Deux postes de bifurcation offrent la possibilité de former des aiguilleurs. Un trafic de 10 trains permet la formation d’un nombre suffisant d’agents : les militaires prennent en charge le mouvement des trains, le service à grande vitesse et éventuellement celui de la conduite sous réserve d’avoir suivi un stage au dépôt de Chartres.
Les employés du chemin de fer étaient affectés aux 21e, 22e et 23e bataillons du 5e RG, pendant leur service militaire et comme réserviste. Les sapeurs des chemins de fer pouvaient être détachés dans les réseaux.
Les personnels du 5e RG et du 15e RG de Toul, construisaient et exploitaient des voies ferrées. Le 15e RG est dissous en juillet 1940. De 1946 à 2010, le 5e régiment du génie basé à Versailles était le seul régiment de l'Armée de terre spécialisé dans les travaux de voies ferrées et du génie ferroviaire. Après sa dissolution, ses missions ont été reprises par le 19e régiment du génie.
Par la suite, entre les deux guerres, les dispositions de coopération seront étendues à la ligne Toul-Belfort en France exploitée par le 15e RG et à la ligne Dakar-Bamako en Afrique-Occidentale française (AOF). Dans les colonies françaises, les voies étaient construites et exploitées par du personnel issu de tous les régiments de métropole.
Le 6e régiment du génie d'Angers a également été chargé de pose ou d'exploitation de voies ferrées. Le 6e régiment du génie intervient sur des voies ferrées lors de catastrophes VF sur la Loire et les cours d'eau du département. Il intervient également pour rétablir des voies, toujours après des catastrophes naturelles, dans le Sud-Ouest de la France.

## Second Empire
L'origine des unités de sapeurs de chemin de fer se situe dans les dernières années du Second Empire. La rapidité avec laquelle l'armée française a pu être expédiée au-delà des Alpes en 1859 prouvait l'utilité des voies ferrées. L'exemple de la guerre de Sécession retient toute l'attention des militaires français et prussiens.
Le gouvernement français étudie avec le plus grand soin le tracé qu'il convient d'adopter pour le réseau national de voies ferrées, de façon à concilier les intérêts économiques et touristiques avec les impératifs de la stratégie offensive et défensive. Au mois d'avril 1866, l'empereur demande à son ministre de la Guerre de lui soumettre un projet des travaux les plus urgents à faire pour la défense du territoire. Mais la campagne austro-prussienne de l'été 1866 précipite les événements. Contre toute attente, la bataille de Sadowa révèle au monde étonné une armée prussienne très forte. Aussitôt, Napoléon III entreprend une profonde réorganisation de l'armée française, pour rétablir au plus vite l'équilibre des forces.
Ce plan de réforme se heurte à l'opinion publique pacifiste. L'instruction continue cependant à s'exercer activement et le 1er juillet 1868, trois compagnies sont affectées aux travaux de chemins de fer de campagne. Le 2 mars 1869, il est décidé au sujet de ces trois compagnies que « le cadre sur le pied de guerre sera constamment au complet ».
L'Empereur institue le 24 mars 1869 une Commission centrale des chemins de fer, mais il se heurte au refus du corps législatif de débloquer des crédits pour l'armée et la création d'un corps permanent militaire pour le service des chemins de fer de campagne. Puis, brusquement, survient le heurt avec Berlin. L'Empereur décide de créer, par un décret du 22 juillet 1870, trois jours après la déclaration de guerre, ce corps franc qu'il n'a pas pu faire admettre en temps de paix. Il le place sous les ordres du commandant du génie des armées et le compose de quatre sections de chemins de fer de campagne.
À la veille de la guerre de 1870, il existe 3 compagnies dotées de matériel spécifique pour effectuer des travaux voies ferrées.

## De 1871 à 1914

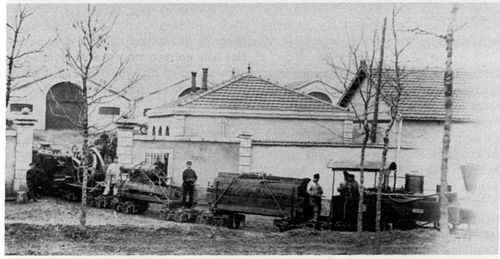
Train sortant de l'arsenal de Toul, tracté par une locomotive système Mallet Decauville

Après le désastre en matière d'organisation ferroviaire de la guerre de 1870-1871, les unités de sapeurs de chemins de fer ne sont pas reconstituées. Il faut attendre le 14 novembre 1872 pour que paraisse un décret présidentiel instituant une Commission militaire supérieure des chemins de fer pour réviser et compléter les travaux de la Commission centrale des chemins de fer créée en 1869.
Le 30 septembre 1872, les 1re et 2e compagnies des 1er, 2e et 3e régiments du génie sont affectés aux travaux VF. Le 1er janvier 1875, la spécialité de mineur est dissoute. Les mineurs deviennent ouvriers de chemin de fer. Le 3 janvier 1876, 8 compagnies sont regroupées à Versailles sous les ordres d'un chef de bataillon mais sans constituer une unité distincte. Ces compagnies sont désignées sous le terme de « bataillon des ouvriers de chemin de fer ». En 1876, les compagnies de chemin de fer rejoignent Versailles-Matelots et forment deux bataillons spéciaux. Ces compagnies ont réalisé des travaux en Afrique du Nord. Le 20e bataillon du 1er génie est en garnison à Toul à la caserne Perrin-Brichambault. 
Après quatre années de travail, la Commission centrale des chemins de fer proposa la création de huit sections techniques d'ouvriers de chemins de fer de campagne (voir plus bas). Cette organisation est acceptée. C'est alors que le colonel Péchot propose d'adapter aux besoins de l'armée les chemins de fer à voie étroite. Des essais seront menés de 1876 à 1887.
En 1883 et 1884, le gouvernement complète l'organisation des chemins de fer aux armées. Il institue les directions militaires des Chemins de fer de campagne, publie un règlement sur le service des places de guerre et des villes de garnison, réglemente le service des armées de campagne, enfin, remaniant des décisions et celles qui leur sont antérieures, décide de créer une direction générale des Chemins de fer et des Étapes aux armées.
Une commission est créée en 1884 pour déterminer le genre de chemins de fer à voie étroite à adopter, mais elle est dissoute sans qu'aucune conclusion technique ne soit formulée : certains personnages influents préfèreraient utiliser la voie métrique.
De 1885 à 1887, commissions et projets de défense se succèdent. Enfin, en 1888, le matériel Péchot à voie de 60 est adopté définitivement. En 1886 la 20e compagnie du 1er régiment du génie, en garnison à Toul, vient renforcer le dispositif chemin de fer. 
En France, le système Péchot à voie de 60 centimètres étant adopté et la législation ayant institué des organisations fonctionnant correctement, la production et l'entraînement des hommes se poursuivent de façon intensive en vue du grand heurt auquel l'Europe n'échappera pas.
De leur côté, les Allemands construisent un matériel modulaire, compatible avec le système français, mais doté de locomotives bien plus simples. Leur rythme de production est impressionnant. En 1895, ils possèdent déjà 1 200 km de voies et réalisent couramment la vitesse de pose de 10 km par jour[réf. souhaitée].
L’instruction se poursuit, en liaison avec les compagnies privées de chemins de fer, car les régiments du génie envoient des détachements à Versailles pour un stage d'un mois qui sera complété par une période de pratique dans une des grandes compagnies du pays. La coopération se poursuit en mai 1887, lorsque l’exploitation de la ligne de Chartres à Orléans est confiée à un détachement permanent de sapeurs des chemins de fer pour parfaire l’instruction des cadres et sapeurs en matière d’exploitation de ligne et de traction.
Le 4 juillet 1889, le 20e bataillon, spécialisé chemin de fer et les deux bataillons spéciaux du 1er régiment du génie, passent au 5e régiment du génie. Le 11 juillet 1889, le Président Sadi Carnot crée le 5e régiment du génie dit régiment de sapeurs de chemin de fer. Le premier chef de corps est le colonel Marcille qui donnera son nom à un système de ponts pour voie ferrée. Après sa création, le 5e régiment du génie hérite de l’exploitation de la ligne de Chartres à Orléans et y détache 2 capitaines, 4 lieutenants et 240 hommes de troupe.

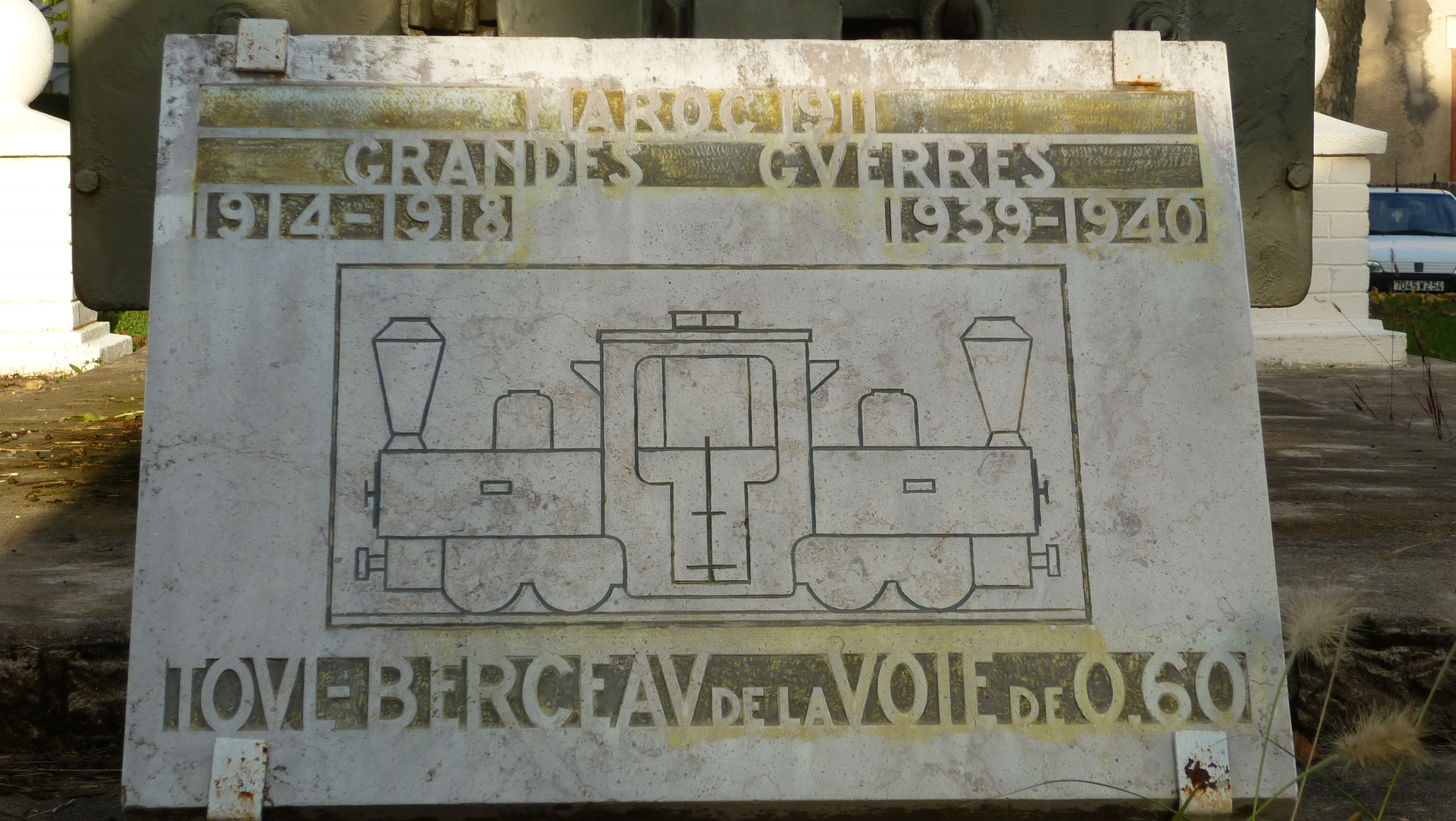
Toul, plaque commémorative

En 1911, la France entreprend au Maroc la construction d'un réseau de chemins de fer à voie de 60. Les Allemands avaient eux-mêmes commencé les travaux à partir de 1907. Les accords de Tanger, signés en 1911 après le coup d'Agadir stipule que les Français ne doivent pas entrer en concurrence avec les Allemands, entre autres sur la voie ferrée et ne rien réaliser en la matière au gabarit supérieur. C'est ainsi que pour la première guerre du Rif, une section technique est expédiée au Maroc. Elle va réaliser les travaux, mais faute de matériel de traction, les wagons seront hippomobiles. Les travaux sont achevés en 1921 après avoir eu en exploitation environ 2 000 km de voie, principalement fournie par Decauville.
Les installations aménagées à Toul, Verdun, Épinal et Belfort constituent un réseau de 150 km environ, reliant les différents ouvrages extérieurs aux établissements principaux de la place ; elles sont exploitées par un personnel de mécaniciens et de chauffeurs appartenant à une compagnie d'ouvriers militaires de chemins de fer, compagnie détachée au régiment d'artillerie à pied. Le matériel disponible de réserve se compose, pour chaque place, d'environ 20 locomotives, 150 wagons et d'un stock de 100 km de voie.
L'emploi de la voie de 60 n'est envisagée que dans une guerre de siège, soit pour l'attaque, soit pour la défense, et, malgré plusieurs expériences dont les conclusions sont restées peu probantes, elle ne semble pas devoir servir au cours d'une guerre de campagne ou de mouvement.

## Première Guerre mondiale

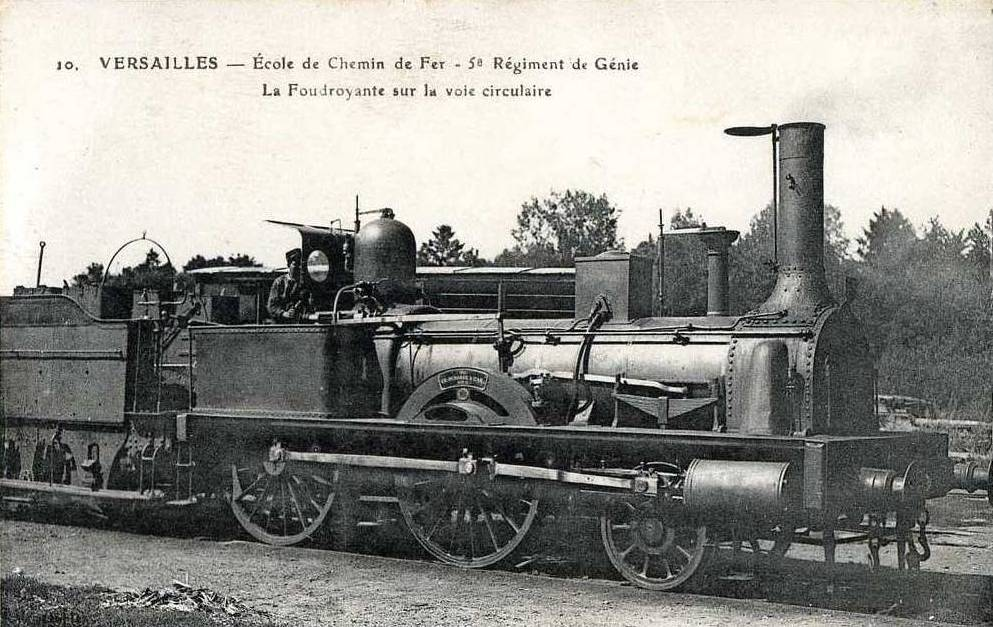
École de Chemin de Fer du 5erégiment du génie, Versailles, 1916,
La Foudroyante

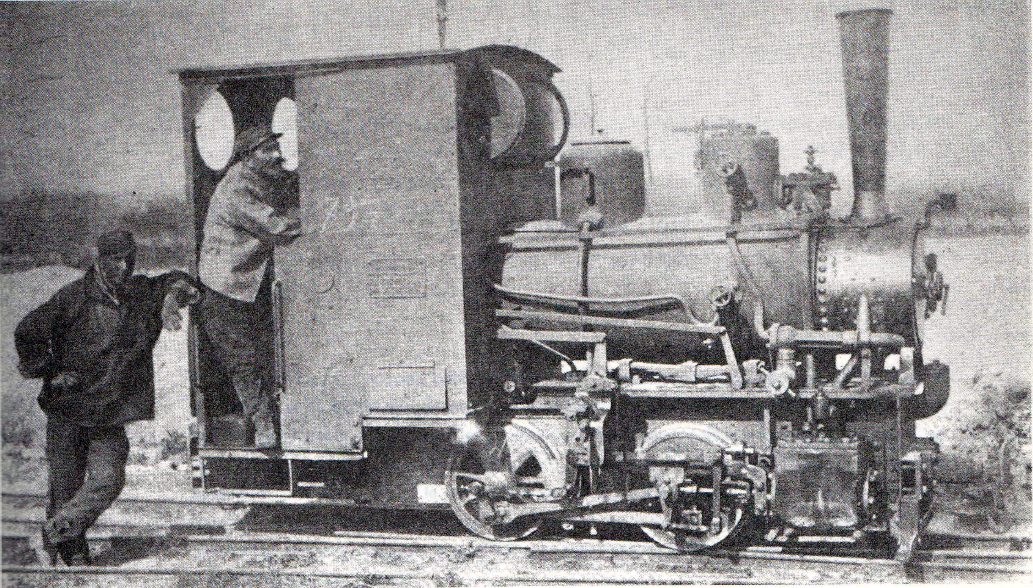
Locomotive Decauville 0-2-0 T "Alsace"

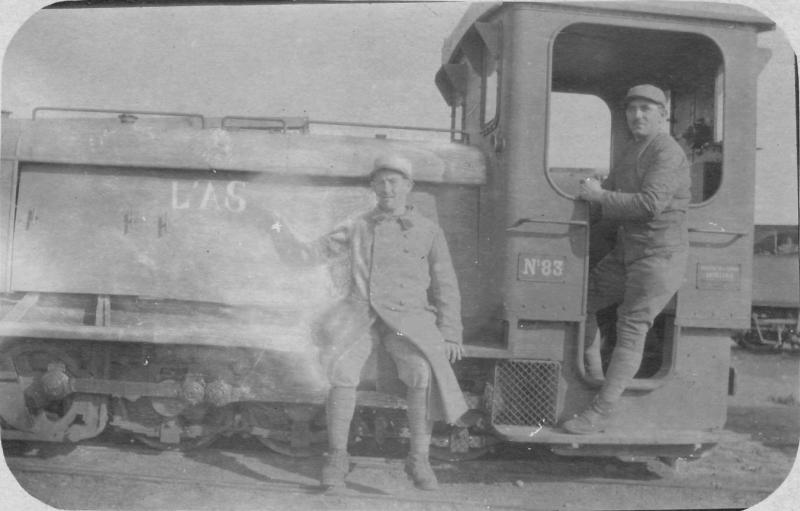
Locotracteur de marque Schneider type LG employé pour la traction des trains sur la voie de 0.60 m (1916-1917).

Pendant la Première Guerre mondiale, le général Joffre, ancien du 5e régiment du génie, a su exploiter les potentialités offertes par la voie ferrée, tant au niveau stratégique qu'au niveau logistique.
- Le 5e RG est exclusivement orienté vers la voie normale[16]. Ses missions sont doubles : « mise en valeur » des colonies françaises d'une part, et transport logistique sur les arrières, actions de freinage en 1er échelon et maintien d'itinéraire en 2e échelon d'autre part. Cette spécificité explique entre autres l'appartenance du 5e RG à la réserve ministérielle aux premiers jours de la Première Guerre mondiale.

Par la suite, le tonnage de la logistique a totalement saturé les capacités du commandement de la logistique et il ne rentrait pas dans les missions du 5e RG d'exploiter le fret. La 3e direction a donc pris en charge sa propre logistique. La 4e direction, elle, a continué de se focaliser sur sa mission première : l'ouverture, le rétablissement et le maintien d'itinéraire logistique. Au 5e RG, échoit l'infrastructure jusqu'à la rupture de charge, structures incluses tandis que les régiments d'Artillerie s'occupent du reste.
Si le 5e RG a réalisé la majeure partie des 7 500 km de voie ferrée construite pendant le conflit, il n'est pas rare de voir les compagnies de combat du génie militaire construire ou entretenir de la voie étroite en travaux annexes sans jamais les exploiter.
- Les travaux de doublement et de création de nouvelles lignes de chemin de fer au Nord et au Sud de la Somme, entrepris dès 1915 mais surtout en 1917 et 1918, avaient pour but d'augmenter les capacités de transport, notamment dans l'hypothèse d'une neutralisation du nœud de voies ferrées rayonnant autour d'Amiens. Ce nœud est particulièrement vital pour le ravitaillement et la logistique des Armées britanniques de Picardie et dans le Nord de la France[17].

- La construction des voies ferrées des réseaux de l'artillerie au front (voies de 60) était faite par des batteries de régiments d’artillerie à pied (RAP) jusqu'en 1917, date à laquelle ces batteries sont regroupées au sein du 69e RA[18]. Au front, les locomotives étaient exploitées par du personnel dépendant de l'artillerie, celles de voie étroite par des sections d'exploitation d'abord rattachées à des régiments d'artillerie à pied (RAP) puis au 68e régiment d'artillerie à partir de 1917[18]. Après la Première Guerre mondiale, l'artillerie n'a plus besoin de son régiment, et le génie le récupère. Le génie s'occupait alors de la logistique. Les bataillons de combat du génie, s'occupaient donc des voies de 60.

- Le 28 juillet 1917, les premiers soldats américains appartenant à la 1re division US défilent dans Vierzon. Ils appartiennent pour la majorité au 15e régiment du génie. Cette unité dépendait du headquarter installé à Tours et participa à la construction de voies de chemin de fer et à leurs sécurité, Vierzon étant situé sur la tracé principal entre Nantes, port de Saint-Nazaire et la région Est. Les américains mettent en place une infrastructure à Gièvres : le General Intermediate Supply Depot.

En 1918, le personnel américain des chemins de fer sera composé de plus de 30 400 agents pour un parc de 14 000 wagons et de 1 380 locomotives. La gare de Vierzon devient un point important du dispositif.
- 26 juillet 1918 : création d’une direction des Transports militaires aux armées (DTMA).

### Sections de chemins de fer de campagne en France

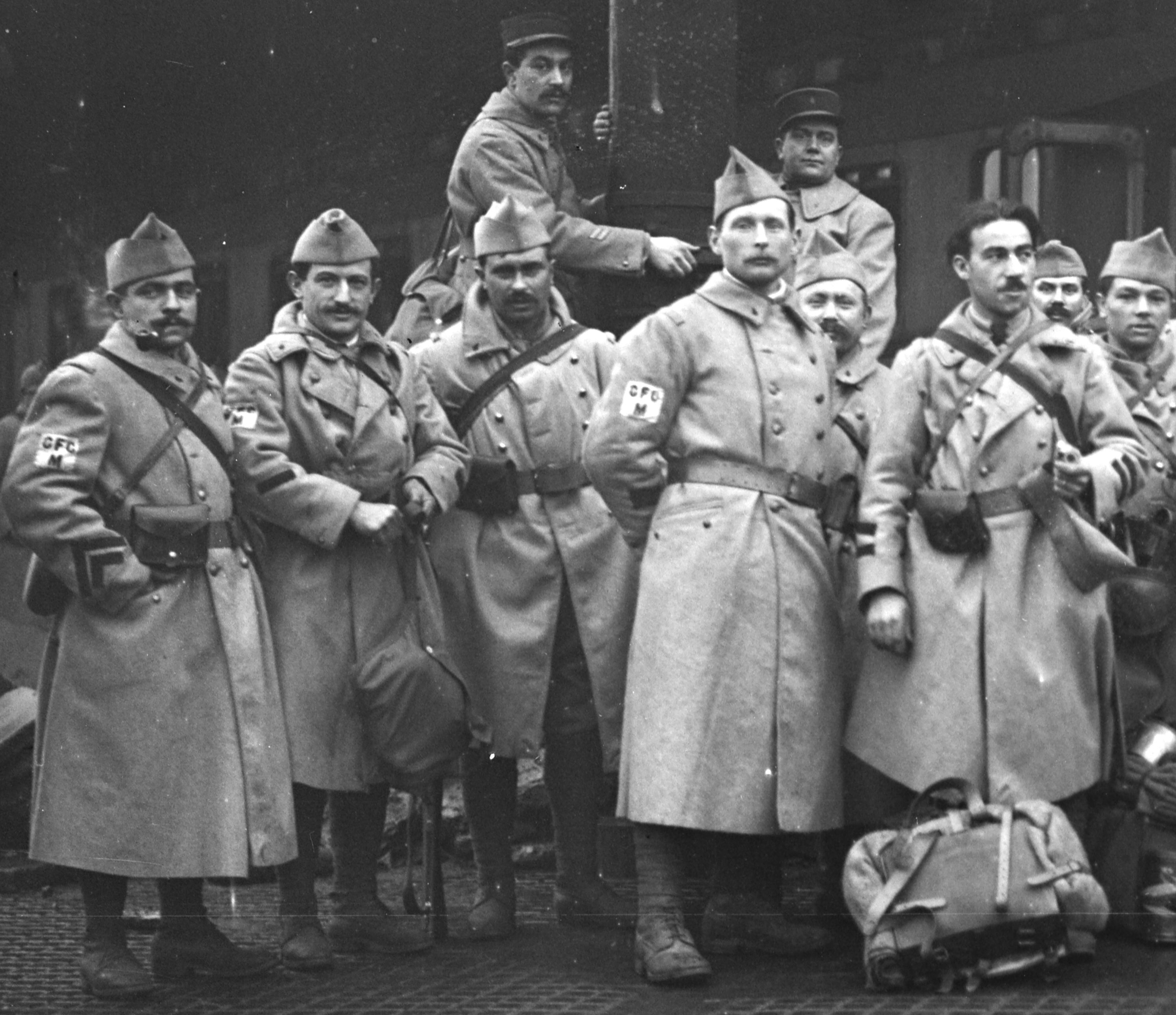
Soldats de la 4e section de cheminots, après-guerre en Allemagne. Ils portent un bandeau CFC, chemins de fer de campagne.

Pour organiser ses transports et les constructions et exploitations de lignes militaires, le ministère de la Guerre avait une direction dénommée : direction des Chemins de fer de campagne (DCFC) comprenant des compagnies de sapeurs de chemin de fer fournies par le 5e régiment du génie et de sections de chemins de fer de campagne.
Les sections de chemins de fer de campagne ou sections techniques d'ouvriers de chemins de fer de campagne étaient des unités militaires dont l’organisation était réglée dès le temps de paix. Elles étaient chargées en temps de guerre avec les sapeurs de chemins de fer du 5e RG, de la construction, de la réparation et de l’exploitation des voies ferrées, dont le service n’était alors plus assuré par les compagnies nationales et locales. Leur personnel recruté dans le personnel des réseaux, parmi les ingénieurs, employés et ouvriers au service des grandes compagnies et du réseau de l'État, soit volontaires, soit assujettis au service militaire par la loi de recrutement, était réparti en dix sections formées de la manière suivante : 
- 1re: PLM ;
- 2e : PLM ;
- 3e : PO ;
- 4e : État ;
- 5e : Nord ;
- 6e : Est ;
- 7e : Midi ;
- 8e : Est, État et Nord ;
- 9e : État ;
- 10e : chemins de fer secondaires.

Il s’y ajoutera, au commencement en 1917, une 11e section qui sera fournie par le PLM,, et, après l’armistice de 1918, une 12e section, constituée par tous les réseaux, pour la direction et la surveillance du service en Alsace-Lorraine. 
Chaque section comprenait un commandant de section avec attributions de chef de corps, des fonctionnaires, employés et ouvriers, répartis entre un service central, les trois divisions du mouvement, de la voie et de la traction et un dépôt central commun. Le personnel portaient des brassards des services des chemins de fer : rouges pour la traction, blancs pour l'exploitation, jaunes pour la voie et l'entretien. C’étaient en résumé de petites compagnies de chemins de fer pouvant exploiter de 100 à 200 kilomètres, suivant l’intensité des transports. 
Avec les événements de la guerre 14-18, les activités de chaque section ont été redéployées sur l'ensemble de la ligne de front. Sur ces dix sections, sept ont été mobilisées en tout ou en partie durant la Première Guerre mondiale. Celles qui ont fourni le plus gros effort sont la 3e, la 7e et la 10e.
- La 3e, mobilisée de mars 1916 à octobre 1919, a exploité la ligne de la Somme pendant les opérations de 1916 et participé, après le repli allemand de mars 1917, à la remise en état du réseau récupéré.
- La 7e, mobilisée la première en août 1914, a exploité au début la ligne d’Hazebrouck à Ypres, puis les lignes 4 bis en Champagne et 6 bis au moment des opérations de Verdun. La 7e a fourni en outre un important détachement à Salonique[23].
- La 10e, mobilisée en novembre 1914, a exploité tous les réseaux de voie métrique utilisés pour les opérations militaires : chemin de fer Belfortiens, ligne de Lunéville à Einville, réseau Meusien, où elle a déployé un remarquable effort pendant la bataille de Verdun, chemins de fer de la Banlieue de Reims, réseaux des Flandres. Le Meusien ravitailla la IIe armée. La gare régulatrice de Saint-Dizier expédia quotidiennement sur Verdun : 21 trains de vivres, 7 de munitions, 9 de matériels, 2 de troupes, évacuant aussi 5 à 7 trains de blessés. Au total, du 21 février au 1er juin 1916, l'ensemble du trafic s'éleva à 119 000 wagons.

- Des fractions de la 1re section ont été mobilisées du 20 avril 1916 au 15 avril 1919[23].
- La 6e section, partiellement mobilisée de mai 1915 à février 1919, a exploité les lignes du réseau d’Alsace-Lorraine reconquises au début de la campagne[23].
- La 9e, partiellement mobilisée en 1915, a exécuté des travaux de voie dans le Nord.
- La 4e section a été mobilisée après l’armistice de 1918[23].

Après l’armistice, le personnel des sections de chemins de fer de campagne participe à l’exploitation des réseaux d’Alsace-Moselle, du Luxembourg et des pays Rhénans.
Le ministère de la Défense nationale a attribué une carte de combattants aux anciens cheminots des sections de chemins de fer de campagne.

### Artillerie lourde sur voie ferrée
L'artillerie lourde sur voie ferrée (ALVF) a été utilisée côté Français entre 1915 et 1918. Ces canons de fort tonnage étaient tractés par des machines type 140, spécialement étudiées pour cette tâche. Commandées à 70 exemplaires par le ministère de la guerre, ces machines ont été construites en Angleterre par Vulcan Foundry de 1915 à 1920 et étaient immatriculées 1 à 70 ALVF. Ces machines seront démobilisées début 1920 et vendues aux réseaux de la Compagnie des chemins de fer de l'Est et de la Compagnie des chemins de fer de Paris à Lyon et à la Méditerranée à raison de 35 exemplaires chacun.

### Armistice de 1918

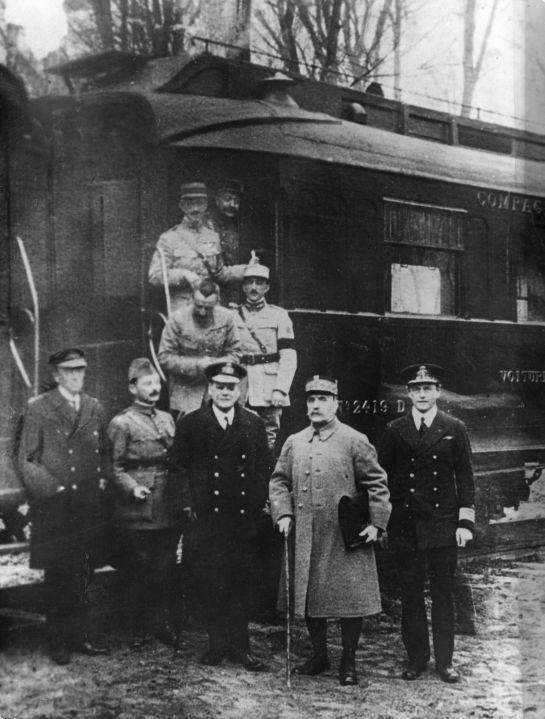
Cette photographie a été prise après la signature de l'armistice à la sortie du « wagon de l'armistice » du train d'État-major du maréchal Ferdinand Foch (deuxième à partir de la droite).

Les voies ferrées historiques ayant accueilli les trains des négociateurs de l'armistice de 1918 sont les épis de Rethondes que l'on devrait appeler, en toute rigueur, les épis de Francport, pour les appeler par leur nom officiel, seul utilisé dans les documents militaires datant d'avant le 11 novembre 1918. En 1918, les épis de Francport furent de nouveau occupés par l'ALVF. du fait de l'avance allemande du printemps 1918. Les épis de Francport n'étaient pas « oubliés » du commandement en 1918. Ces épis de l'ALVF. ne figuraient pas sur les cartes des réseaux ferrés pour des raisons de sécurité, mais les États-majors avaient parfaitement connaissance de la localisation exacte des épis d'ALVF. qui figuraient sur leurs cartes. Le train des plénipotentiaires allemands et celui du maréchal Foch stationnaient sur les deux rameaux Ouest des épis de Francport, les deux rameaux Est n'ayant pas été utilisés[réf. souhaitée].
L'armistice de 1918 avait entraîné la création d’organes logistiques nouveaux : Commission des chemins de fer de campagne d’Alsace-Lorraine, Commission interalliée des chemins de fer de campagne des pays rhénans (CICFC). Ceux-ci furent placés sous la tutelle de la direction générale des Communications et des ravitaillements aux armées (DGCRA), d’abord directement, puis, par l’intermédiaire de la direction des Chemins de fer de campagne (DCFC). Créée le 8 février 1919 au sein de la DGCRA, cette direction prenait la suite de la direction des Transports militaires aux armées (DTMA), supprimée à la suite du décret du 2 février 1919, qui rendait à toutes les compagnies de chemin de fer français la direction de l’exploitation de leurs réseaux.

## Entre-deux-guerres

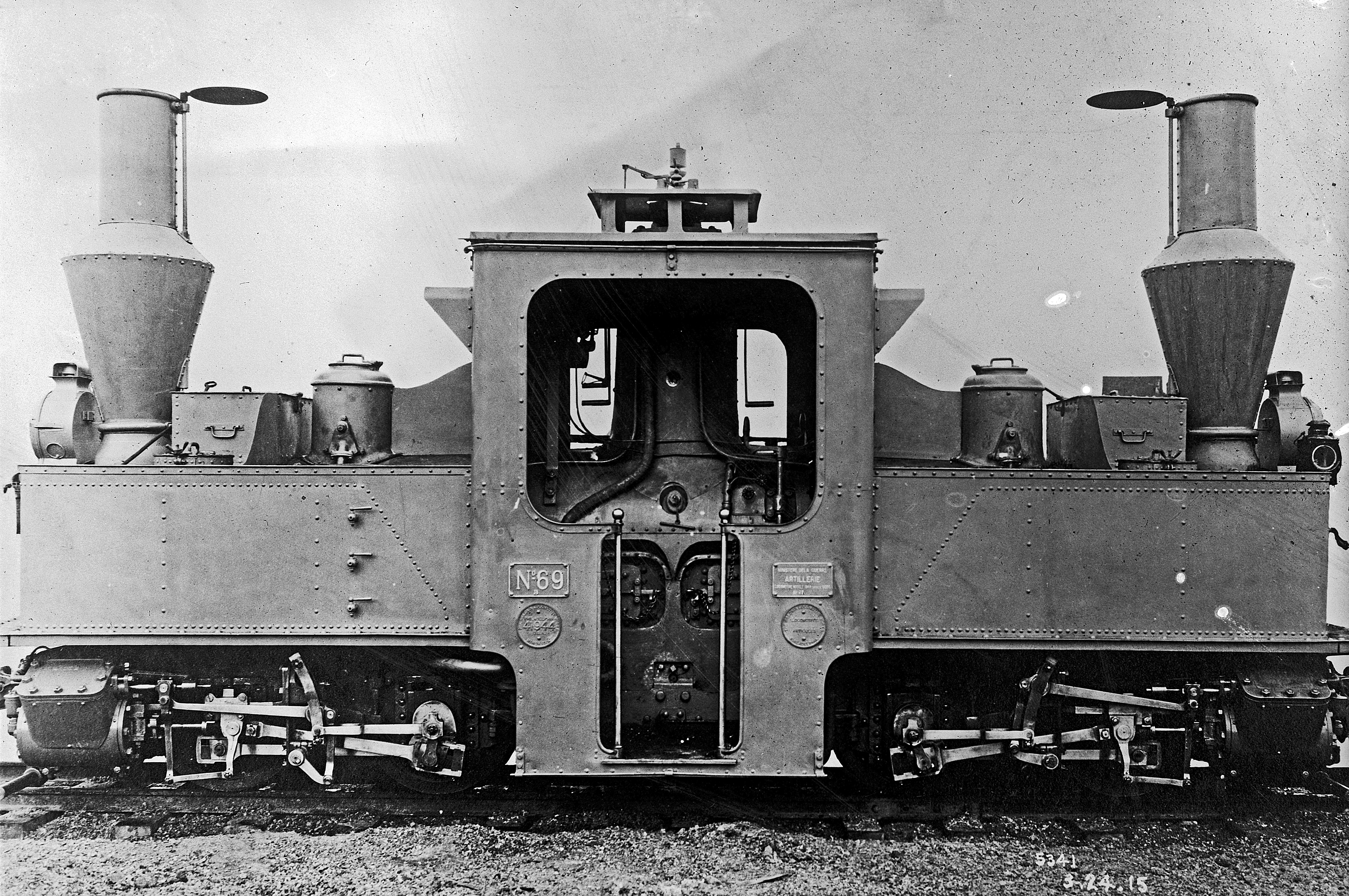
Locomotive no 69 « système Péchot » construite aux États-Unis par Baldwin, (41944/1916)

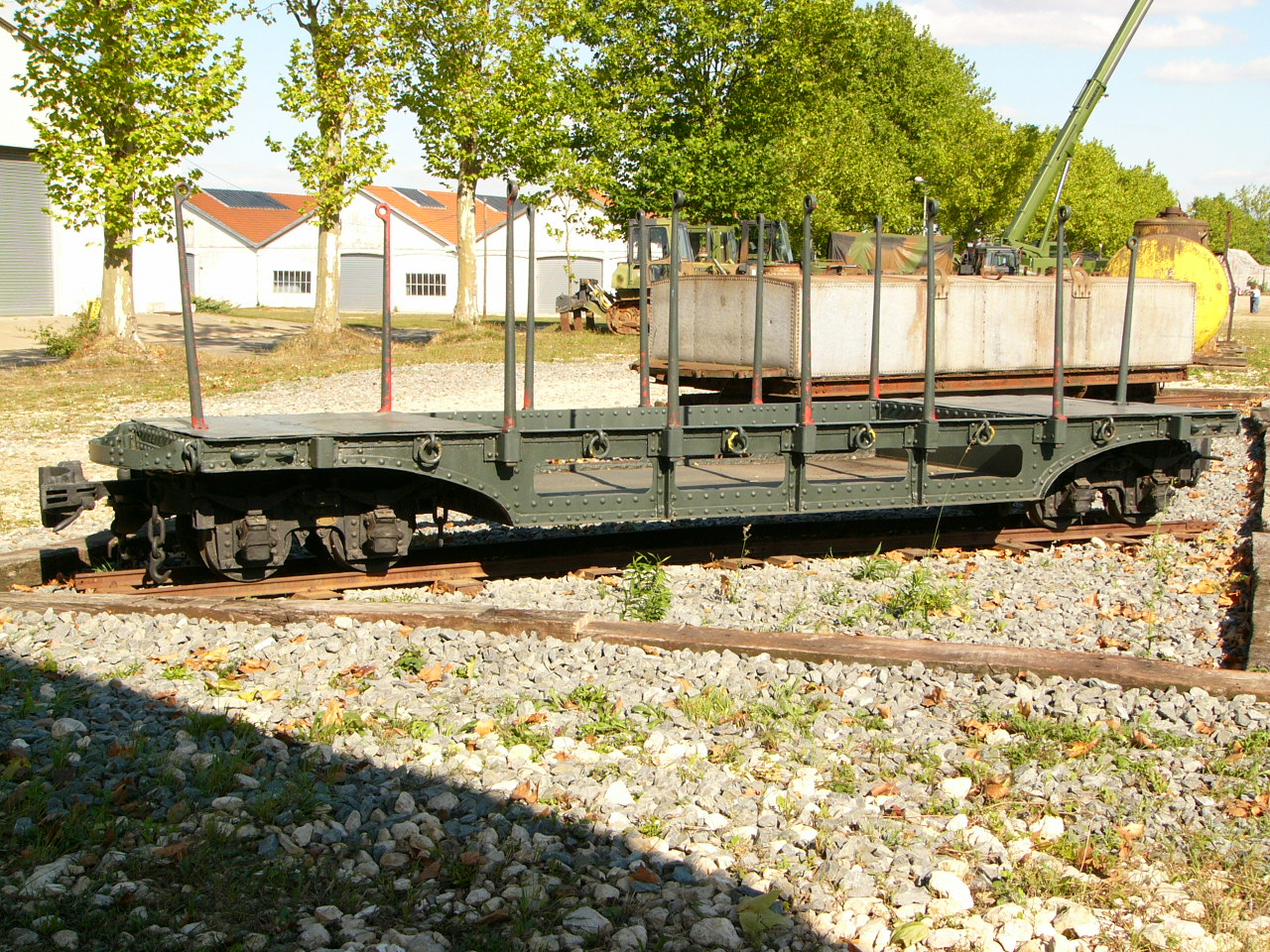
Plateforme à bogies Artillerie, « système Péchot »

À partir de 1920, les compagnies du 5e RG rejoignent leur affectation d'origine. Les autres sont réparties en bataillon dont un bataillon au Maroc, un au Levant, un à l'armée du Rhin, les autres restant en portion centrale.
De 1919 à 1921, le 68e RA, unique régiment de voies de 60 procède à la dépose des voies de 0,60 m construites pendant la guerre et qui ne présentent plus d'intérêt. Une partie du matériel ainsi récupéré est expédiée aux armées du Levant et du Rhin. Le 5 décembre 1921, une décision ministérielle prescrit que le 68e RA sera dissous le 1er mai 1922 et reconstitué le même jour sous la dénomination de 68e RG. Deux mois plus tard, la dépêche ministérielle du 22 juillet 1919 rattachant le service de la voie de 0,60 à la direction de l'Artillerie est annulée par une décision ministérielle datée du 3 février 1922 qui rattache ce service à la Direction du Génie.
Le 15e régiment du génie de Toul était spécialisé dans les chemins de fer de campagne à voie étroite de 60 et la mise en application du système Péchot et dans la ligne Maginot. D'où la présence, dans la caserne Thouvenot-Bautzen, à Toul, de matériel de voie de 60. Le seul locotracteur Schneider survivant connu était le Monument aux Morts, lien avec les sapeurs de la voie de 60 décédés au combat, détenu maintenant par le 15e régiment du génie à Versailles. Il y avait également une plateforme d'artillerie Péchot Modèle 1888.
À partir de 1930, tous les trains de la ligne Maginot et les voies adjacentes sont exploitées par les sapeurs du 15e RG.

## Seconde Guerre mondiale

### La résistance ferroviaire
La prise en compte de la résistance comme force combattante fait de Résistance-Fer, un mouvement français de résistance à l'occupation nazie lors de la Seconde Guerre mondiale. Créé en 1943 par Jean-Guy Bernard et Louis Armand, c'est un mouvement combattant spécialisé dans les chemins de fer, composé principalement de cheminots français.

### La logistique ferroviaire à la Libération
Lors de la Libération de l'Europe, l'United States Army Transportation Corps (en) (USATC) a immédiatement réexploité les lignes de chemin de fer intactes en France. Afin d'assurer au mieux ce service, des machines à vapeur type 030, type USATC S100, construites aux États-Unis entre 1942 et 1944 sont débarquées, de même que du matériel remorqué. Ces machines seront rachetées entre autres par la SNCF, et immatriculées dans la série 030 TU.

## De 1945 à nos jours

### Train blindé du Tonkin

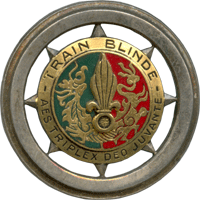
Insigne du train blindé du 2e régiment étranger d'infanterie en Indochine

En 1948, la Légion étrangère met en place un train blindé, puis un second, et ce afin de protéger les convois des attaques embusquées du Việt Minh, de protéger la ligne du Transindochinois et de soutenir l’armée française le long de son parcours. Le train, monté et armé par le 2e régiment étranger d'infanterie, comprend plusieurs wagons blindés par des tôles d'acier et des briques cimentées, et un armement de plusieurs mitrailleuses lourdes, des canons de 20 mm et 40 mm et des mortiers. Quelques wagons du génie accompagnent le convoi pour parer aux éventuels sabotages de la voie. L'ensemble est construit à l'écartement métrique.
Ces trains blindés rouleront jusqu'à la fin de l'Indochine française.

## Sources